# Østengård
Østengård is een plaats in de Deense regio Zuid-Denemarken, gemeente Vejle.
Østengård is vastgegroeid aan Skibet.